# Galleria del Naviglio
Die Galleria del Naviglio war eine Kunstgalerie in Mailand in der Via Manzoni 45. Sie wurde 1946 von Carlo Cardazzo gegründet, der sie bis zu seinem Tod 1963 leitete. Danach ging sie in die Hände seines Bruders Renato Cardazzo über, der sie bis 2001 leitete und ab 1973 von seinem Sohn Giorgio Cardazzo unterstützt wurde, der sie bis 2011 geleitet hat.

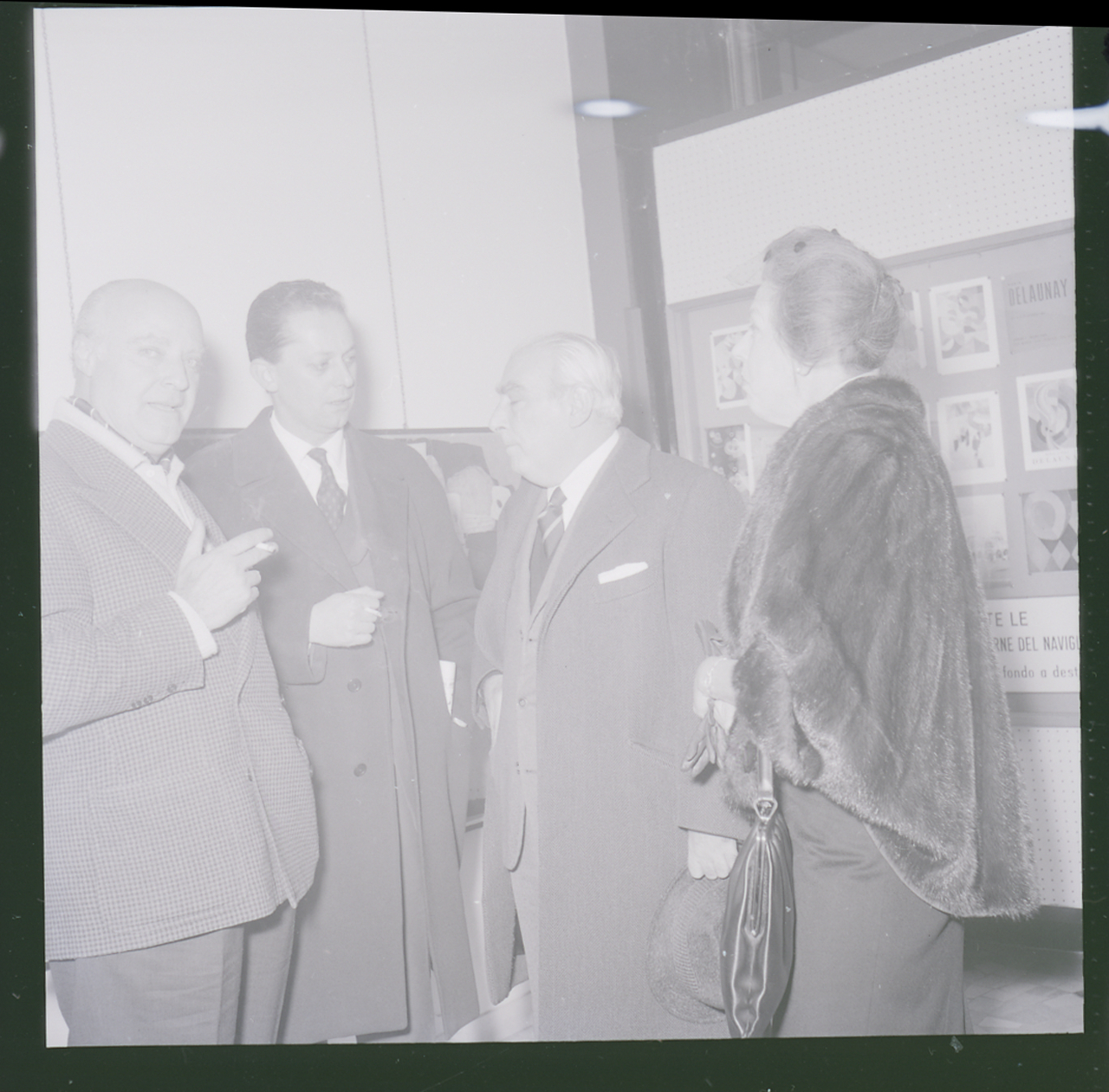
Ausstellungseröffnung im Jahr 1962 in der Galleria del Naviglio. Foto von Paolo Monti

## Geschichte
Carlo Cardazzo gründete 1942 in Venedig die Galleria del Cavallino. Die ersten Ausstellungen waren italienischen Künstlern des 20. Jahrhunderts gewidmet. Schon 1934 wurde der Verlag Edizioni del Cavallino gegründet und präsentierte erstmals ins Italienische übersetzte Texte von Mallarmé, Jarry, Joyce, Cocteau und anderen wichtigen ausländischen Dichtern und Schriftstellern. Im Laufe der Zeit widmeten sich die Edizioni del Cavallino auch dem Druck von Lithografien, Siebdrucken, Gravuren, Schals und Schallplatten. Nachdem sich mit Kriegsende die Grenzen wieder öffneten, konnten auch Werke ausländischer Künstler in Italien präsentiert werden. Carlo Cardozza eröffnete im Januar 1946 die Galleria del Naviglio in Mailand, während sein Bruder Renato in Venedig blieb und sich um die Galleria del Cavallino kümmerte.
Anfang der vierziger Jahre widmete sich die Galerie als erste in Italien neben der Förderung italienischer Künstler wie Balla, Boccioni, Carrà, De Chirico, De Pisis, Morandi, Scipione, Severini und Sironi auch der ausländischen Avantgarde.
Zu Beginn der fünfziger Jahre sind die Ausstellungen von Braque, Calder, Picasso, Pollock, Kandinsky, Miró, Jorn, Delaunay-Terk, Burri, Fontana, Scanavino, Poliakoff, Mathieu, Dubuffet, Kline, Twombly zu nennen.
Für die meisten dieser Künstler war es die erste Einzelausstellung oder die erste Ausstellung in Italien. Im Jahr 1951 wurde in dieser Galerie der Begriff Spazialismo geprägt und Lucio Fontana stellte das Manifesto Blanco vor, das später von anderen italienischen Künstlern unterzeichnet wurde.
Exklusiv für die Galerie arbeiteten Künstler wie Fontana, Capogrossi, Gentilini und Remo Bianco.

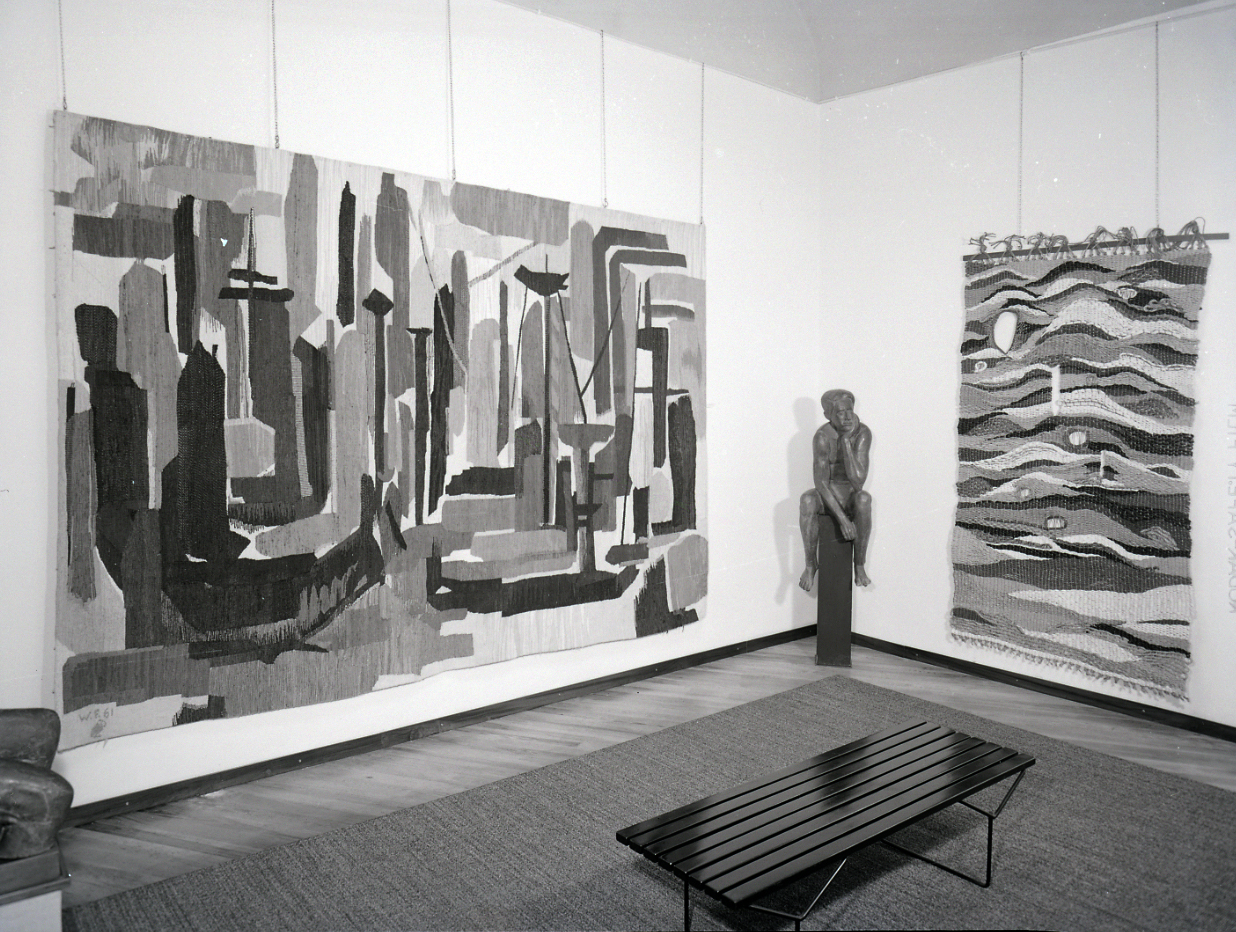
Eine Installation im Jahr 1963 mit Wandteppichen von Wil Fruytier

In den 60er Jahren wurden unter der Leitung von Renato Cardazzo Ausstellungen organisiert, die den Künstlern der Gruppe Zero gewidmet waren: Abe, Armando, Aubertin, Bischoffhausen, Bonalumi, Bury, Castellani, De Uries, Fontana, Goepfert, Haache, Kusama, Leblanc, Luther, Mack, Manzoni, Talman, Uecker, Verheyen, Vigo.
1966 wurde die Galerie als Pilotgalerie anerkannt, eine wichtige internationale Anerkennung, und Ende der 60er Jahre fand der wichtige Zyklus „Naviglioincontri“ statt, bei dem die Kunst auf Musik, Design, Kino, Industrie und Mode trifft. John Cage gab sein erstes Konzert in Italien mit dem Duo Canino Ballista am Klavier. Auch das Konzert von Franco Donatoni darf nicht vergessen werden. Zu den verschiedenen Vorführungen gehören auch der unveröffentlichte Film von Jean-Luc Godard und die Filme von Hans Richter.
Mit den Architekten von The Architects Collaborative Inc. aus Cambridge fand ein Dialog statt, der an die „L'atmosfera Gropius“ anknüpft. Neben Scanavino, Capogrossi, Remo Bianco, Gentilini, Toyofuku arbeiteten auch junge Künstler wie Alviani, Bonalumi, Ceroli, Scheggi exklusiv für die Galerie.
In den 70er Jahren waren die Ausstellungen dem Hyperrealismus, dem Nouveau Réalisme und der Konzeptkunst gewidmet. Die Galerie nahm auf Einladung an den ersten internationalen Kunstmessen teil: Art Basel, FIAC in Paris, ARCO in Madrid, Art Cologne in Köln, CIAE Chicago, Forum in Hamburg, Düsseldorf, Zürich, Lineart in Gent, Salon de Mars in Paris, Sollentuna in Stockholm.
Renato Cardazzo starb im Jahr 2001, ein Jahr später übernahm Giorgio Cardazzo die Leitung der Galerie. Die Galerie, die ihre Tätigkeit unter der Leitung von Giorgio Cardazzo fortsetzte, hat über 2000 Ausstellungen in ihren Räumen, in ausländischen Galerien und in internationalen Museen organisiert. Das Werk von Giorgio Cardazzo stellt eine Quelle für das Studium der modernen Kunst sowohl in Italien als auch in der ganzen Welt dar.
2011 wurden die Räumlichkeiten in der Via Manzoni geschlossen und in der Via Pergolesi 22 ein historisches Archiv eröffnet.